# ألان مكينون
ألان مكينون هو سياسي كندي، ولد في 11 يناير 1917 في كندا، وتوفي في 19 سبتمبر 1990 في فيكتوريا في كندا. حزبياً، نشط في الحزب الكندي التقدمي المحافظ. وقد انتخب عضو مجلس العموم الكندي.